# Literatur des Posener Landes

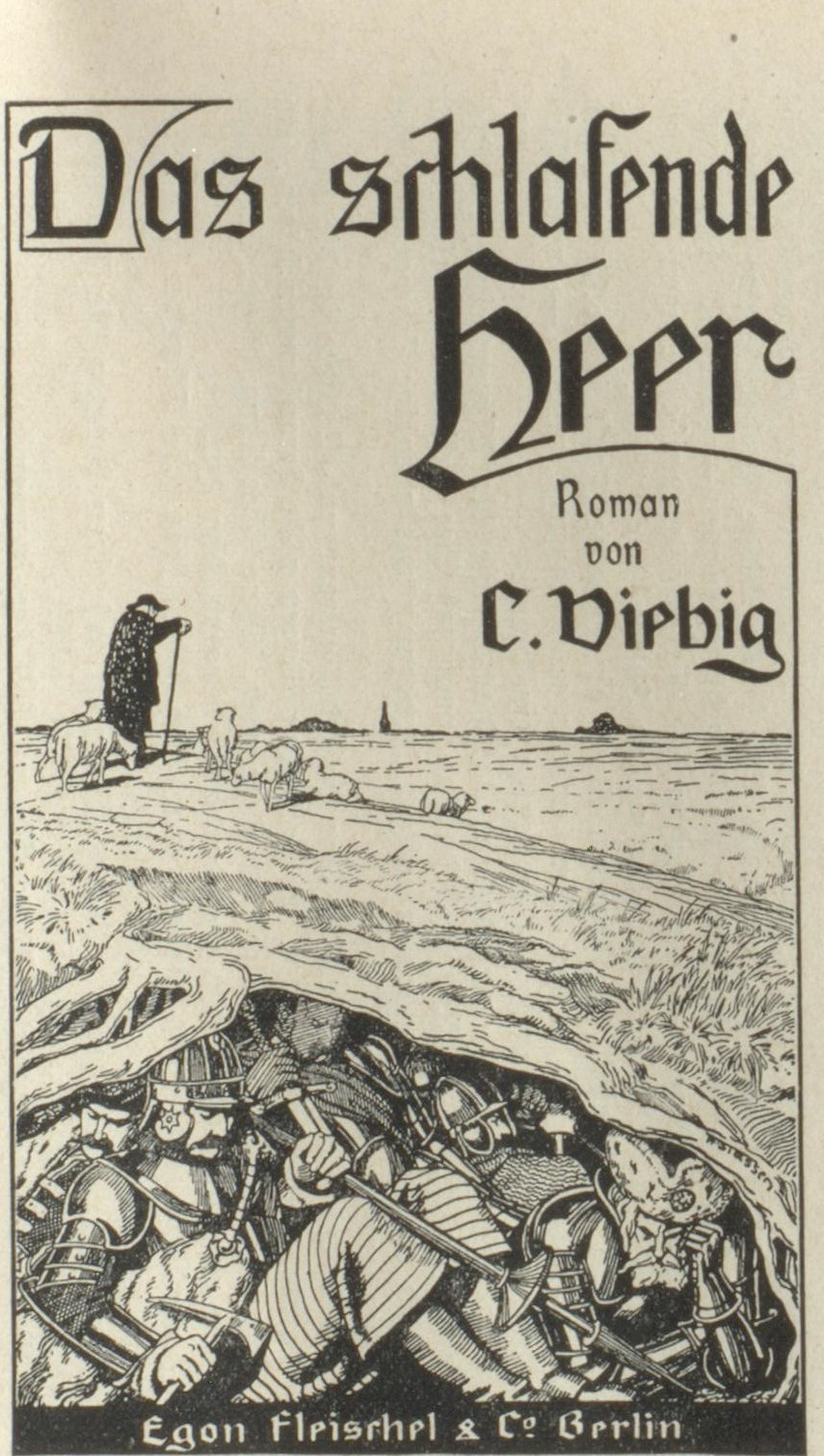
Clara Viebig, Das schlafende Heer, 1904

Literatur des Posener Landes (oft auch
Ostmarkenliteratur) ist eine Bezeichnung für belletristische Literatur über die preußische Provinz Posen im 19. und frühen 20. Jahrhundert.

## Historische Hintergründe
Das historische Gebiet Großpolen war der älteste Teil des polnischen Staates. Seit 1793 gehörte das Gebiet zum Königreich Preußen, mit Ausnahme der Jahre 1807 bis 1815. Die Bevölkerung blieb überwiegend polnisch, es kamen aber deutsche Beamte, Militärs, Richter, Lehrer, evangelische Pfarrer, und Siedler, die sich in Dörfern und Städten niederließen. Es blieben immer Spannungen zwischen der einheimischen Bevölkerung, die wieder einen eigenen polnischen Staat wollte, und den Zugewanderten, die meistens schon nach wenigen Jahren wieder in westlichere Regionen zogen.
Seit etwa 1890 verschärfte sich durch den vermehrten Wegzug vieler deutscher Siedler für die preußischen Behörden das Problem, dass der Anteil der polnischen Bevölkerung prozentual wieder zunahm. Dem wurden verstärkte Bemühungen zur Neuansiedlung deutscher Zuwanderer durch die die Gründung einer Ansiedelungskommission und des deutschnationalen Verein zur Förderung des Deutschtums in den Ostmarken entgegengesetzt, die aber wiederum einen stärkere Ablehnung der polnischen Bevölkerung zur Folge hatten.
Seit etwa 1894 entstanden vermehrt Romane, die diese spannungsreiche Situation schilderten (Ostmarkenromane).
Die zentrale Kaiser-Wilhelm-Bibliothek in Posen erstellte 1911 eine Liste von etwa 40 deutschnational ausgerichteten Romanen über die Ostmark, die sie kleineren Leihbibliotheken zur Verbreitung empfahl. 1913 veranstaltete der Deutsche Ostmarkenverein einen Wettbewerb um den besten Ostmarkenroman mit einer hohen Siegerprämie. Daran beteiligten sich vor allem unbekannte Autoren.
Nach dem Übergang der Provinzen Posen und Westpreußen an den neuen polnischen Staat 1919 entstanden nur noch wenige Romane und Erzählungen, die diese Regionen zum Thema hatten. Diese waren als Erinnerungen an die frühere Zeit geschrieben, oft mit dem Wunsch einer Rückkehr zu den vorherigen Verhältnissen.

## Übersicht
Es gab zahlreiche deutsche Romane und weitere literarische Texte, die die Provinz Posen zum Thema hatten. Die meisten waren Heimatromane mit der Schilderung von Land und Leuten. Dabei war die Erzählperspektive fast immer eine deutsche. 
Es wurden auch Kinderliteratur (Anna Bolte, Frieda Mehler), Sagen und Märchen aus der Region, beschreibende Sachliteratur und weiteres herausgegeben.

## Ostmarkenromane
Seit etwa 1890 wurden einige literarische Werke aus der Provinz Posen (und seltener auch aus anderen Ostgebieten des Deutschen Reiches) als Ostmarkenromane bezeichnet.
Diese schilderten die Spannungssituation zwischen den deutschen Zugewanderten und der einheimischen polnischen Bevölkerung meist aus deutschnationaler Sicht. Dabei wurde die polnische Bevölkerung mit überwiegend negativen Eigenschaften (Stereotypen), wie Alkoholismus, mangelnde Arbeitsdisziplin, nachlässiges Verhalten und Ablehnung gegenüber den Deutschen beschrieben, gegen die sich diese mit ihrer höheren Kultur erfolgreich oder vergeblich durchzusetzen versuchten. Besonders negativ wurden polnische katholische Geistliche dargestellt (die aus deutscher Perspektive einen wesentlichen Anteil an der starken Ablehnung der polnischen Bevölkerung gegen die deutsche Fremdherrschaft hatten).
Die Bezeichnung Ostmarkenroman wurde vor allem von Verlagen und Literaturrezensenten verwendet, die damit eine spanndene Lektüre mit Konflikten, Informationen über Land und Leute und eine Bestätigung des deutschnationalen Selbstbewusstseins verbanden.
Der erfolgreichste Ostmarkenroman war Das schlafende Heer (1904) von Clara Viebig, mit einer gemäßigten Ausrichtung, die alle Seiten möglichst neutral darzustellen versuchte. Zu den charakteristischsten  radikaleren Ostmarkenromanen gehörten von Max Kaeseberg, Am Alten Markt zu Posen (1907), von Margarete von Gottschall, Nach Ostland wollen wir reiten! (1909) und von Friedrich Paarmann, Deutschkloster (1909), die aber damals nicht mehr als zwei Auflagen erreichten.  Aus Westpreußen war von Marianne Mewis Der große Pan (1910).

## Autoren
Es gab keinen Autor und kein Werk aus der Region, das eine größere literaturgeschichtliche Bedeutung erlangte. Die bekanntesten Autoren Detlev von Liliencron und Clara Viebig lebten nicht hier und veröffentlichten nur wenige Werke über sie.
Zu den wichtigsten und produktivsten einheimischen Schriftstellern gehörten Carl Busse  und Erich Fließ, die aber überregional weitgehend unbekannt blieben.
Die meisten der Autoren mit Werken über die Provinz Posen lebten nur einige Jahre hier, als Beamte, Juristen, Lehrer oder deren Ehefrauen und zogen danach wieder nach Westen, oder hielten sich nur einige Monate im Jahr hier auf (Clara Viebig).
Einige Autoren waren hier geboren worden, lebten danach aber die meiste Zeit ihres Lebens an anderen Orten (wie Carl Busse, Ernst Below, Erich Fliess, Albert Herse, Friederike Kraze). Nur wenige verbrachten den größten Teil ihres Lebens hier, diese waren meist gemäßigt in ihren Ansichten und um Verständigung mit der polnischen Bevölkerung bemüht (Franz Werner). 

## Einige Werke (Auswahl)
Als wichtigste Werke können  heute die Romane Der schwarze Storch von Ilse Molzahn (1936), aus der kritischen Sicht eines Kindes, und Das schlafende Heer (1904) von Clara Viebig, der der damals der erfolgreichste war, angesehen werden.

### 1875–1899
- Marie von Johow (M. Reinow), Die Brüder, Die Jesuitenschüler, 1876, Erzählungen, die in Posen handeln
- Detlev von Liliencron, Breide Hummelsbüttel, 1887, Heimatroman
- Erich Fließ, Zal Mawet – Schatten des Todes, 1890
- Carl Busse, Ich weiß nicht, 1892
- Wilhelmine von Leesen (Carl Postumus), In deutscher Hand, 1893
- Carl Busse, Jugendstürme, 1896
- Erich Fließ, Die drei Erinnyen, 1896
- Paul Oskar Höcker, Polnische Wirtschaft, 1896, antipolnisch
- Erich Fließ, Der Proboszcz, 1897
- Ernst Below, Ostmark und Krummstab, 1898
- Carl Busse, Jadwiga, 1899

### 1900–1918
- Carl Busse, In der Grenzschenke – Lena Sieg, 1901
- Carl Busse, Die Schüler von Polajewo, 1901
- Hermann Jahnke: Im Weltwinkel, 1901
- Albert Liepe, Die Spinne, 1902

- Clara Viebig, Das schlafende Heer, 1904, Erfolgsroman, nicht auf der Liste der Kaiser-Wilhelm-Bibliothek

- Carl Busse, Deutsche und polnische Liebe, 1904
- Carl Busse, Die Hexe, 1905, nicht auf der Empfehlungsliste der Kaiser-Wilhelms-Bibliothek
- Hugo Behrens, Die polnische Gefahr und andere Novellen, 1905
- Gustav Bunzeck, Die neue Lehre, 1905
- Valeska Gräfin Bethusy-Huc, Hans der Pole, 1906
- Carl Busse, Im polnischen Wind, 1906
- Carl Busse, Das Gymnasium zu Lengowo, 1907
- Max Kaeseberg (Max Berg), Am Alten Markt zu Posen. 1907, Milieuschilderung
- Johannes Höffner, Der Sinndes Lebens, 1908
- Friedrich Paarmann, Deutschkloster, 1909
- Margarete von Gottschall (M. v. Witten), Nach Ostland wollen wir reiten! 1909, historischer deutschnationaler Roman
- Traugott Pilf, Geschichten aus der Ostmark, 1909
- Elisabeth Grabowski, Der weiße Adler, 1909
- Helene Wachsmuth, Teophile Sobieska, 1909
- Wilhelm Poeck, Grenzer, 1912
- Isaak Herzberg, Ringende Gewalten, 1912

1915–1930
- Bruno Paul Schaumburg (Paul Burg), Die Geschichten der Lena Kalinska, 1915
- Klara Hofer, Das Schwert im Osten, 1915

### 1919–1939
- Heinrich Sohnrey, Wie Mutter Bieber ihren Kriegsgefangenen nach Posen brachte, 1919
- Helene Wachsmuth, Johann Sobieski, 1920
- Max Kretzer, Posen, um 1926, autobiographischer Roman, wahrscheinlich nicht veröffentlicht[9]
- Friede H. Kraze, Das Land, 1929
- Ilse Molzahn, Der schwarze Storch, 1936, aus der Sicht eines Kindes

## Sagen und Märchen
Es wurden einige Sammlungen von Märchen und Sagen aus dem Posener Lande herausgegeben, die meist polnischen Ursprungs waren. Die wichtigsten Herausgeber waren der Deutsche Otto Knoop  und der Pole Jerzy Wojciech Szulczewski (Adalbert Schulz).
- Adalbert Schulz, Großpolens Nationalsagen, Märchen und Legenden, Posen und Bromberg 1842–1844
- Otto Knoop, Sagen und Erzählungen aus der Provinz Posen, Posen 1893
- Theodor Krausbauer, Was die Großmutter erzählt. Schlichte Geschichten, Märchen und Sagen aus dem Posener Land, Lissa i.P. [1904]

- Otto Knoop, Adalbert Szulczewski, Volkstümliches aus der Tierwelt, Rogasen 1905
- Adalbert Szulczewski, Allerhand fahrendes Volk in Kujawen, Lissa 1906
- R. Kußmann, Posener Sagen und Schwänke, Posen 1907
- Otto Knoop, Posener Geld- und Schatzsagen, Lissa 1908
- Otto Knoop, Ostmärkische Sagen, Märchen und Erzählungen, Lissa 1909;
- A. Musolff, Heimatliche Sagen und Geschichten aus der Provinz Posen, 2 Bände, Bromberg 1910–1911
- Theodor Krausbauer, Heimatbilder. Geschichten aus dem Posener Land, Breslau 1910–1911
- P. Beer, Sagen und Geschichtsbilder aus dem Posener Lande, Leipzig 1911
- Otto Knoop, Posener Dämonensagen. Ein Beitrag zur Sagenkunde der Provinz Posen, Posen 1912
- Otto Knoop, Sagen der Provinz Posen, Berlin–Friedenau 1913.
- Agnieszka Dylewska, Sagen und sagenhafte Erzählungen aus der Provinz Posen (1815–1918), Wrocław, Dresden 2010

## Jüdische Literatur
Die jüdische Minderheit in der Provinz Posen fühlte sich meist der  deutschen Sprache und Kultur zugehörig, im 19. Jahrhundert wurde aber teilweise auch noch jiddisch und polnisch gesprochen.
Die Literatur jüdischer Autoren war meist liberal ausgerichtet. Sie hatte öfter auch innerjüdische Themen zum Inhalt, wie die kritische Auseinandersetzung mit dem traditionellen orthodoxen Lebensformen. Der polnischen Bevölkerung standen sie meist offen gegenüber (außer die deutschnationalen Max Kaeseberg und Isaak Herzberg).
Weitere jüdische belletristische Autoren in der Provinz Posen waren in dieser Zeit   Heinrich Kurtzig, Jakob Fromer und Frieda Mehler.

## Polnische Literatur

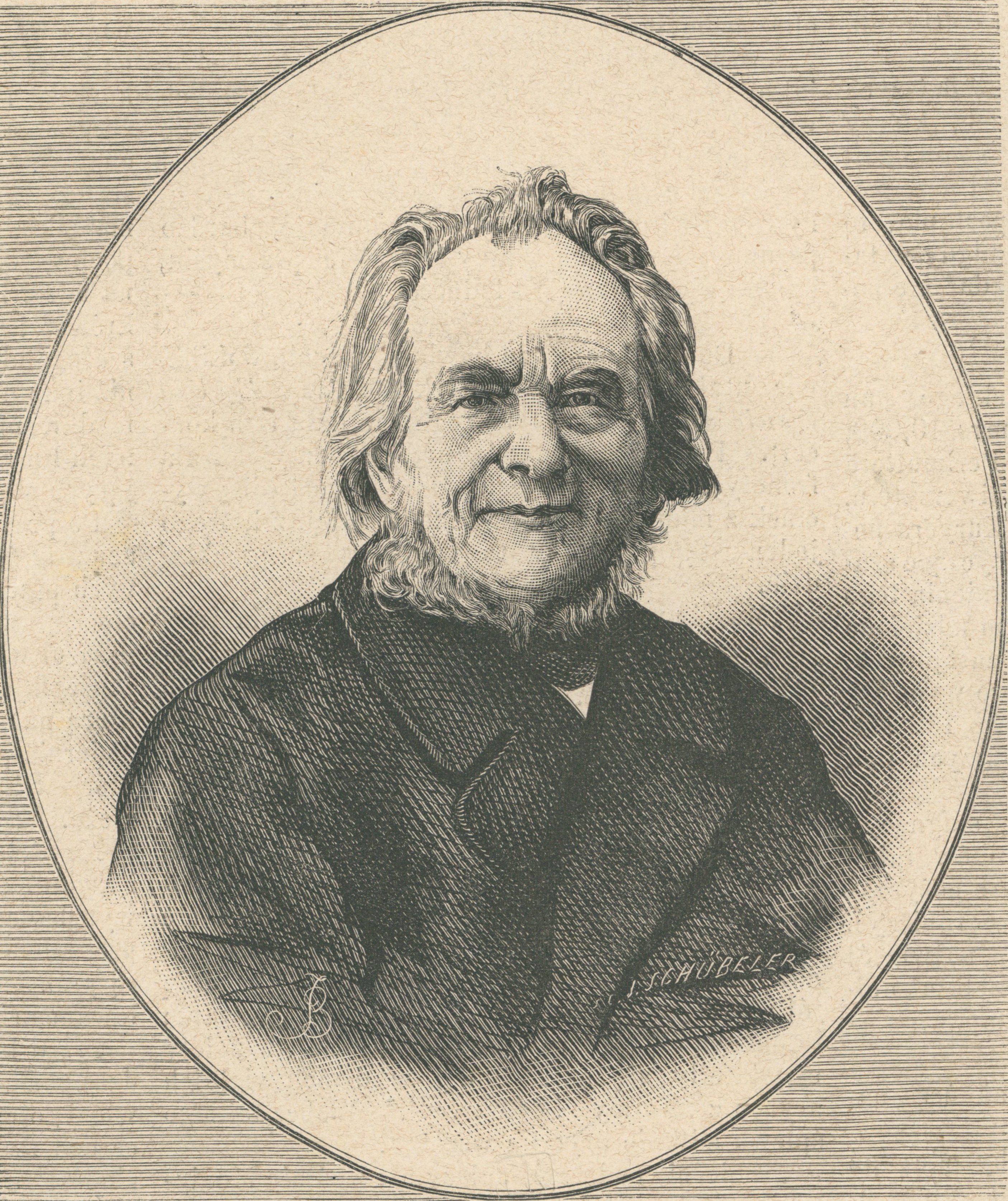
Jan Konstanty Żupański, der wichtigste polnische Verleger im Posener Land

Es gab fast keine wichtigere polnischsprachige belletristische Literatur in der Provinz Posen zwischen 1793 und 1918.
Seit etwa 1830 entwickelte sich die Stadt Posen zum Zentrum der demokratischen und republikanischen polnischen Intellektuellen und Revolutionäre aus allen drei Teilen des Landes. Hier konnten Schriften veröffentlicht werden, die in Russland und Österreich nicht erscheinen durften. Viele bekannte und weniger bekannte Schriftsteller hielten sich einige Zeit in der Region auf auf (Juliusz Słowacki, Wincenty Pol, Teofil Lenartowicz, Roman Zmorski, Narcyza Żmichowska  und weitere). Der Nationaldichter Adam Mickiewicz verfasste hier wahrscheinlich sein berühmtes Epos Pan Tadeusz, einige weitere veröffentlichten kleinere Werke. Der äußerst aktive Verleger Jan Konstanty Żupański verlegte auch einige Werke belletristischer polnischer Autoren, es gab die wichtige Literaturzeitschrift Tygodnik Literacki (1838–1845).
Zwischen 1846 und 1848 war der Höhepunkt des liberalen polnischen kulturellen Lebens in der Stadt.
Nach der niedergeschlagenen Revolution von 1848 wurden die meisten nichtpreußischen Staatsbürger ausgewiesenen, die Restriktionen nahmen in Preußen auch für die deutsche Bevölkerung massiv zu.
Danach sind kaum polnische belletristische Buchveröffentlichungen in der Provinz Posen mehr feststellbar.
Der Schriftsteller Stanisław Przybyszewski wuchs zwar in der Region auf, er veröffentlichte aber seine ersten Werke in Berlin in deutscher Sprache, ohne stärkeren erkennbaren Bezug zu seiner Heimatregion.